# Funchal
Funchal (wym. [fũˈʃaɫ], odm.: D. Funchalu, Mc. Funchalu) – miasto w Portugalii, na południowym wybrzeżu wyspy Madera, ośrodek administracyjny Regionu Autonomicznego Madery (Região Autónoma da Madeira).

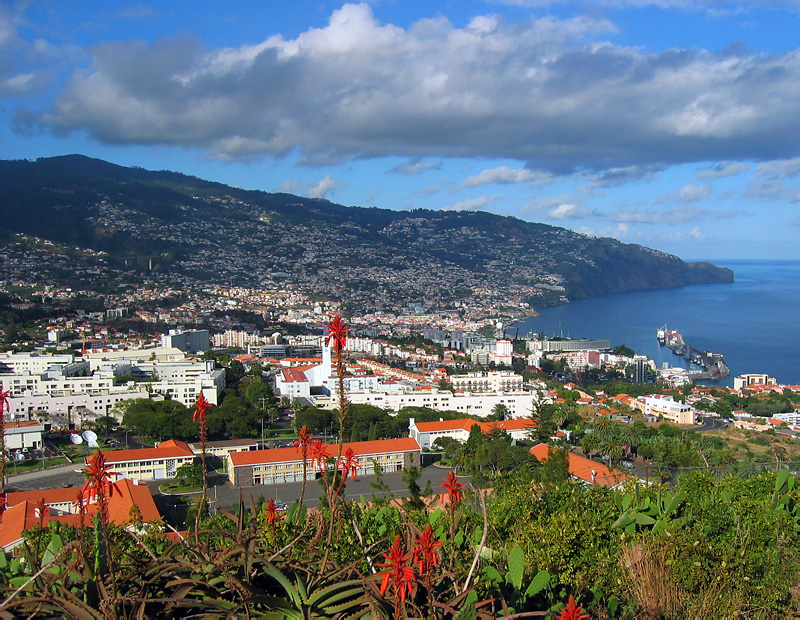
Funchal – widok na Pico da Cruz

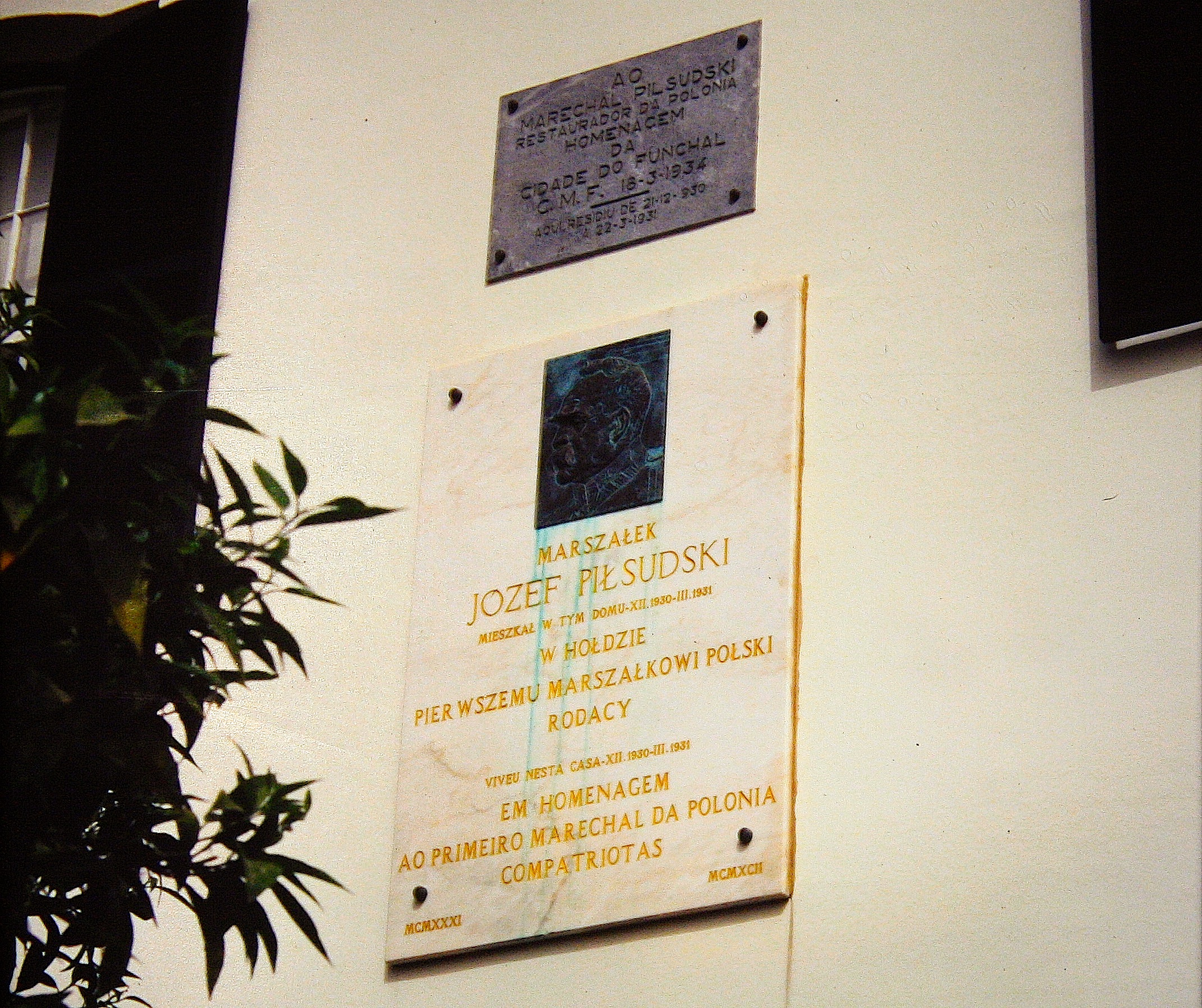
Tablice pamiątkowe na Quinta Bettencourt, gdzie mieszkał marszałek Piłsudski

Ważny port handlowy i rybacki. Międzynarodowy port lotniczy (lotnisko znajduje się jednak w niewielkiej miejscowości położonej obok Funchalu – Santa Cruz). Słynne uzdrowisko klimatyczne i kąpielisko. Przemysł spożywczy, głównie winiarski.

## Historia
Nazwa pochodzi od kopru (po portugalsku funcho), który w znacznej ilości rośnie na wyspie.
Miasto zostało założone w 1421 r. przez odkrywcę Madery João Gonçalves Zarco, w 1508 r. król Manuel I Szczęśliwy nadał osadzie prawa miejskie. W kościele Najświętszej Maryi Panny w Monte na przedmieściach Funchalu (Nossa Senhora do Monte) został pochowany ostatni cesarz Austrii Karol I Habsburg, który ostatnie miesiące swego życia spędził na wygnaniu w Monte. W Funchalu znajduje się również willa Quinta Bettencourt, gdzie zimę z 1930 r. na 1931 r. spędził Józef Piłsudski.

## Znane osoby
Pochodzi stamtąd Cristiano Ronaldo, piłkarz, zawodnik reprezentacji Portugalii w piłce nożnej. W Funchalu urodziła się również Vânia Fernandes, reprezentantka Portugalii podczas 53. Konkursu Piosenki Eurowizji w Belgradzie.

## Demografia
| Liczba mieszkańców Funchalu w latach 1849–2021 | Liczba mieszkańców Funchalu w latach 1849–2021 | Liczba mieszkańców Funchalu w latach 1849–2021 | Liczba mieszkańców Funchalu w latach 1849–2021 | Liczba mieszkańców Funchalu w latach 1849–2021 | Liczba mieszkańców Funchalu w latach 1849–2021 | Liczba mieszkańców Funchalu w latach 1849–2021 | Liczba mieszkańców Funchalu w latach 1849–2021 | Liczba mieszkańców Funchalu w latach 1849–2021 | Liczba mieszkańców Funchalu w latach 1849–2021 |
| ---------------------------------------------- | ---------------------------------------------- | ---------------------------------------------- | ---------------------------------------------- | ---------------------------------------------- | ---------------------------------------------- | ---------------------------------------------- | ---------------------------------------------- | ---------------------------------------------- | ---------------------------------------------- |
| 1849                                           | 1900                                           | 1930                                           | 1960                                           | 1981                                           | 1991                                           | 2001                                           | 2004                                           | 2011                                           | 2021                                           |
| 29 403                                         | 43 375                                         | 68 030                                         | 98 113                                         | 112 746                                        | 115 403                                        | 103 961                                        | 100 847                                        | 111 892                                        | 105 795                                        |

## Klimat

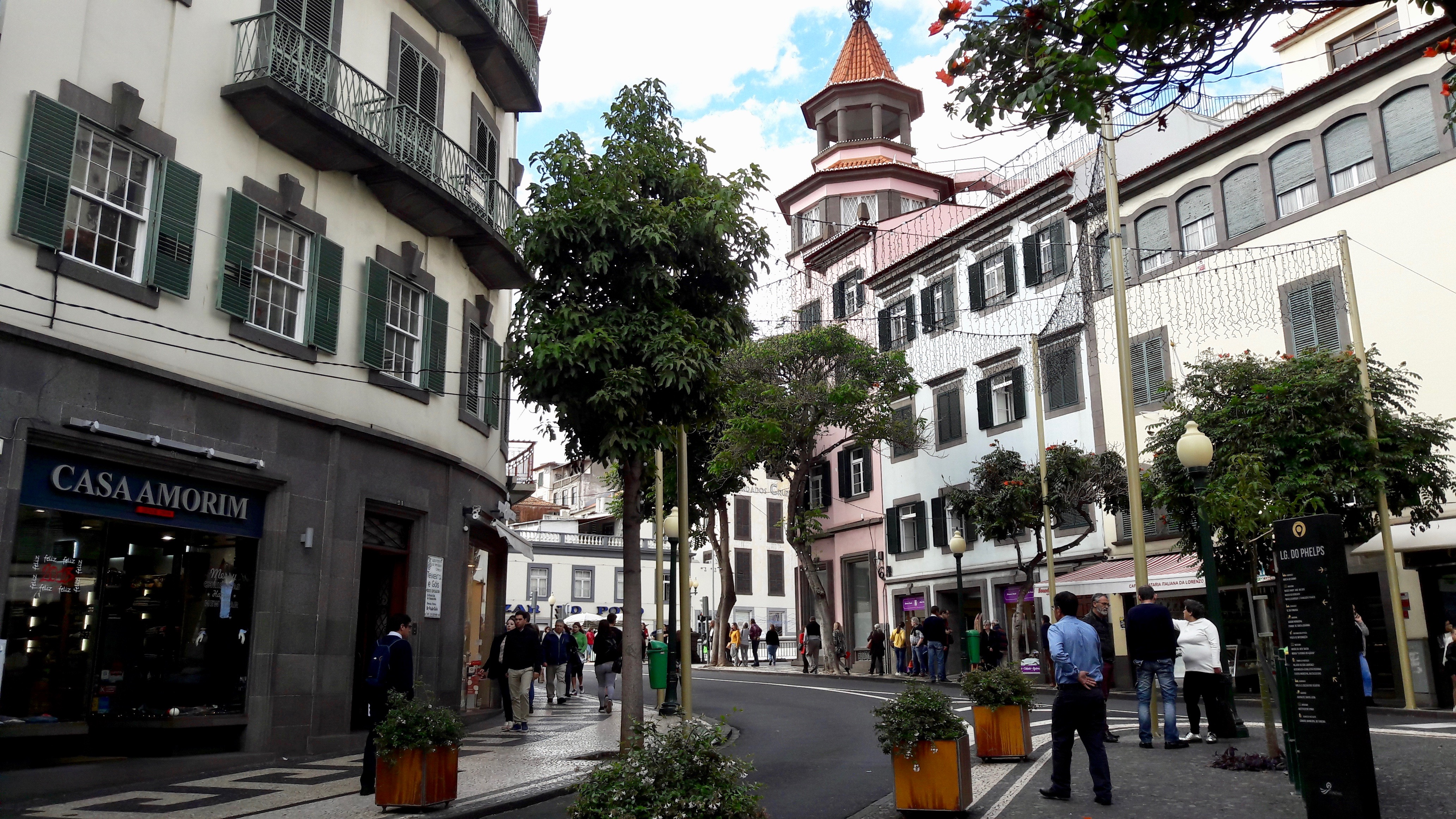
Zima w Funchal

Funchal, jak i cała Madera znajduje się w strefie klimatu subtropikalnego typu śródziemnomorskiego, z całorocznym okresem wiosenno–letnim. Średnia roczna temperatura wynosi 22,6 °C w dzień i 16,5 °C w nocy.
W najchłodniejszym okresie – od grudnia do kwietnia, średnia temperatura wynosi wokół 19–20 °C w dzień i 13–14 °C w nocy. Opady śniegu, jak i mróz nigdy nie wystąpiły. Najniższą zanotowaną temperaturą było 7,4 °C w nocy. W maju i listopadzie średnia temperatura wynosi wokół 22 °C w dzień i 16 °C w nocy, natomiast w lipcu i październiku średnia temperatura wynosi wokół 25 °C w dzień i 19 °C w nocy. Najcieplejszymi miesiącami są sierpień i wrzesień ze średnią temperaturą wokół 26 °C w dzień i 20 °C w nocy. Temperatury ≥30 °C występują rzadko, w okresie od czerwca do września mogą pojawić się około 2 takie dni miesięcznie. Najwyższa odnotowana temperatura to 38,4 °C.
Funchal ma około 80 dni deszczowych rocznie, od 1 dnia deszczowego w lipcu do 13 dni deszczowych w grudniu. Występuje tutaj około 2500 godzin czystej słonecznej pogody rocznie, od 164 h (średnio 5,3 godziny dziennie, około 5 razy więcej niż w Polsce) w grudniu do 260 h (średnio 8,4 godziny czystego słońca na dobę) w sierpniu. Temperatura morza waha się od 17,8 °C w marcu do 23,7 °C we wrześniu.
| Miesiąc | Sty  | Lut  | Mar  | Kwi  | Maj  | Cze  | Lip  | Sie  | Wrz  | Paź  | Lis  | Gru  | Roczna |
| --- | ---- | ---- | ---- | ---- | ---- | ---- | ---- | ---- | ---- | ---- | ---- | ---- | ------ |
| Średnie temperatury w dzień [°C] | 19.7 | 19.7 | 20.4 | 20.6 | 21.6 | 23.4 | 25.1 | 26.4 | 26.4 | 24.9 | 22.6 | 20.7 | 22,6   |
| Średnie dobowe temperatury [°C] | 16.7 | 16.6 | 17.2 | 17.5 | 18.6 | 20.6 | 22.2 | 23.2 | 23.2 | 21.8 | 19.6 | 17.9 | 19,6   |
| Średnie temperatury w nocy [°C] | 13.7 | 13.4 | 13.9 | 14.4 | 15.6 | 17.7 | 19.2 | 20.0 | 20.0 | 18.6 | 16.6 | 15.0 | 16,5   |
| Opady [mm] | 74.1 | 83.0 | 60.2 | 44.0 | 28.9 | 7.2  | 1.6  | 2.0  | 32.9 | 89.5 | 88.8 | 115  | 627    |
| Średnia liczba dni z opadami | 12   | 10   | 9    | 8    | 6    | 3    | 1    | 2    | 6    | 9    | 10   | 13   | 87     |
| Średnie usłonecznienie [h] | 167  | 171  | 205  | 225  | 214  | 198  | 245  | 260  | 225  | 205  | 168  | 164  | 2447   |
| Źródło: IPMA, climatemps.com – nasłonecznienie (liczba dni z opadami dla wartości 0,1 mm, wysokość 58 m n.p.m., 100 m od oceanu, 1981–2010) |      |      |      |      |      |      |      |      |      |      |      |      |        |

| Sty  | Lut  | Mar  | Kwi  | Maj  | Cze  | Lip  | Sie  | Wrz  | Paź  | Lis  | Gru  | Rok  |
| ---- | ---- | ---- | ---- | ---- | ---- | ---- | ---- | ---- | ---- | ---- | ---- | ---- |
| 18,8 | 18,1 | 17,8 | 18,2 | 19,0 | 20,5 | 21,8 | 23,1 | 23,7 | 23,1 | 21,5 | 19,9 | 20,5 |

## Sołectwa gminy Funchal
Ludność wg stanu na 2011 r.
- Imaculado Coração de Maria – 6207 osób
- Monte – 6701 osób
- Santa Maria Maior – 13 352 osoby
- Santa Luzia – 5866 osób
- Santo António – 27 383 osoby
- São Gonçalo – 6587 osób
- São Martinho – 26 482 osoby
- São Pedro – 7273 osoby
- São Roque – 9385 osób
- Sé – 2656 osób

## Miasta partnerskie
- Fremantle
- Gibraltar
- Herclijja
- Honolulu
- Kapsztad
- Leichlingen (Rheinland)
- Livingstone
- Marrickville
- New Bedford
- Oakland
- Parla
- Praia
- Saint Helier
- Santos
- São Paulo
- Wyspa Maui
- Poznań